# Autobianchi Scaligero
L'Autobianchi Scaligero è stato un camion prodotto dall'Autobianchi dal 1959 al 1968.
Nel 1959, per sostituire il Visconteo, l'Ambrosiano e il Filarete, la Autobianchi cominciò a produrre due nuovi modelli: l'Estense e lo Scaligero.
Lo Scaligero, la cui meccanica era la medesima del OM Tigrotto, era la versione più pesante dell'Estense.